# Scotopteryx obscurata
Scotopteryx obscurata är en fjärilsart som beskrevs av Urbahn 1966. Scotopteryx obscurata ingår i släktet backmätare, och familjen mätare. Inga underarter finns listade.